# Pallacanestro ai IX Giochi asiatici
La pallacanestro ai Giochi asiatici 1982 si è svolta dal 19 novembre al 3 dicembre a Nuova Delhi, in India. Nella disciplina della pallacanestro sono stati effettuati due tornei, quello maschile e quello femminile, che hanno visto coinvolte 13 nazioni.

## Medagliere
| Posiz. | Nazione       | Oro | Argento | Bronzo | Totale |
| ------ | ------------- | --- | ------- | ------ | ------ |
| 1      | Cina          | 1   | 1       | 0      | 2      |
| 1      | Corea del Sud | 1   | 1       | 0      | 2      |
| 3      | Giappone      | 0   | 0       | 2      | 2      |
| Totale | Totale        | 2   | 2       | 2      | 6      |

## Classifiche finali

### Maschile
| Pos.    | Squadra             | Formazione |
| ------- | ------------------- | --- |
| Oro     | Corea del Sud       | Corea del SudAn, Im, Jo, Lee C., Lee J., Lee M., Lee Y., Park I., Park J., Park S., Sin D., Sin S., All. Jeong Ju-hyeon                                   |
| Argento | Cina                | CinaFeng, Han, Huang, Ji, Kuang, Li Q., Li Y., Liu, Lu, Sun, Wang, Xu, All. -                                                                             |
| Bronzo  | Giappone            | Giappone4 Kitahara, 5 Okayama, 6 Mikami, 7 Kato, 8 Baba, 9 Kumagai, 10 Ono, 11 Nakajima, 12 Takaki, 13 Otsuka, 14 Seto, 15 Ikeuchi, All. Yoshiaki Shimizu |
| 4.      | Filippine           | Template:Filippine di pallacanestro ai giochi asiatici 1982                                                                                               |
| 5.      | Corea del Nord      | Template:Corea del Nord di pallacanestro ai giochi asiatici 1982                                                                                          |
| 6.      | Kuwait              | Template:Kuwait di pallacanestro ai giochi asiatici 1982                                                                                                  |
| 7.      | Malaysia            | Template:Malesia di pallacanestro ai giochi asiatici 1982                                                                                                 |
| 8.      | India               | Template:India di pallacanestro ai giochi asiatici 1982                                                                                                   |
| 9.      | Iraq                | Template:Iraq di pallacanestro ai giochi asiatici 1982 |
| 10.     | Bahrein             | Template:Bahrain di pallacanestro ai giochi asiatici 1982                                                                                                 |
| 11.     | Emirati Arabi Uniti | Template:Emirati Arabi Uniti di pallacanestro ai giochi asiatici 1982                                                                                     |
| 12.     | Yemen del Sud       | Template:Yemen del Sud di pallacanestro ai giochi asiatici 1982                                                                                           |
| 13.     | Yemen del Nord      | Template:Yemen del Nord di pallacanestro ai giochi asiatici 1982                                                                                          |

### Femminile
| Pos.    | Squadra        | Formazione |
| ------- | -------------- | --- |
| Oro     | Cina           | CinaChen, Liu M., Liu Q., Qiu, Song, Sun, Xian, Xiu, You, Zhang H., Zhang L., Zhang Y., All. -                              |
| Argento | Corea del Sud  | Corea del SudBang, Cha, Hong H., Hong Y., Kim H., Kim Y., Kwon, Park C., Park J., Park Y., Seong, U, All. Sin Dong-pa       |
| Bronzo  | Giappone       | GiapponeFujii, Hashizume, Ito, Kinjo, Kizuka, Kubota, Kumagai, Nehyo, Shimizu, Suzuki, Sugihara, Tanaka, All. Hideo Enomoto |
| 4.      | Corea del Nord | Template:Corea del Nord femminile di pallacanestro ai giochi asiatici 1982                                                  |
| 5.      | India          | Template:India femminile di pallacanestro ai giochi asiatici 1982                                                           |